# Otto Meyer (Stadtoriginal)

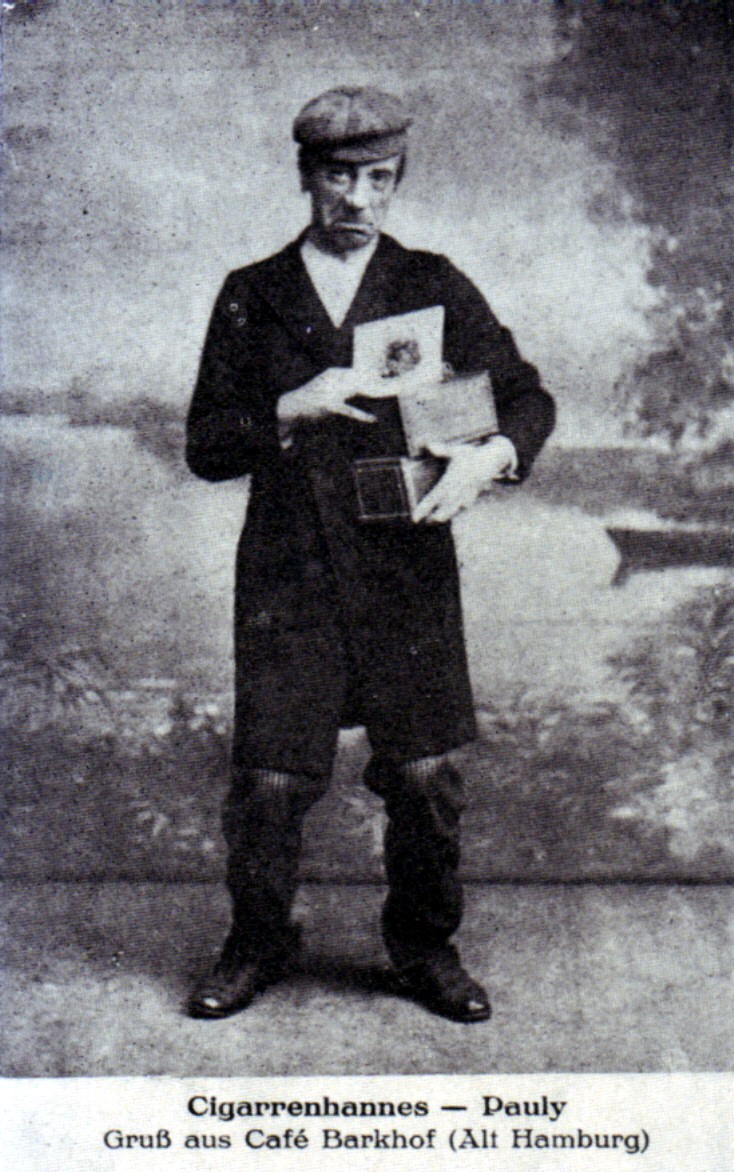
Otto Meyer um 1900

Otto Meyer, besser bekannt als Cigarrenhannes, war ein Hamburger Stadtoriginal des frühen 20. Jahrhunderts.

## Leben
Als Straßenhändler, dessen gesamtes Geschäft aus einer einzigen Zigarrenkiste bestand, war er um die Jahrhundertwende eine allgemein bekannte Figur in Hamburg. Er stand täglich vor dem Eckhaus am Spielbudenplatz 17, zu jeder Jahreszeit in einen verschlissenen braunen Mantel und eine alte Schiebermütze gekleidet, und pries den Passanten mit originellen Bemerkungen in Hamburger Platt seine Zigarren an.
Otto Meyer war zu seiner Zeit eine dermaßen populäre Gestalt, dass ein Hamburger Varieté-Theater eine Posse mit dem Titel Cigarren-Hannes aufführte. Dazu wurde für eine Gage von 50 Pfennig pro Abend der reale Cigarren-Hannes engagiert, um als lebende Reklamefigur vor dem Theater zu stehen und seine Zigarren dort, abseits seines Stammplatzes, zu verkaufen.
Kurz vor dem Ersten Weltkrieg verschwand Otto Meyer unvermittelt und ohne einen Hinweis auf seinen Verbleib. Sein weiteres Schicksal ist unbekannt.
Bei Robert Brack kommt Otto Meyer alias „Cigarren-Hannes“ in den Krimis Die rote Katze (2004), Der gestreifte Affe (2005) und Die schwarze Schlange (2006) als Figur vor.